# Zie Ze Vliegen
Zie Ze Vliegen ist eine niederländische Sketch-Show basierend auf der britischen Sketch Mockumentary Come Fly with Me.

## Produktion
Das Drehbuch zur Serie entspricht nahezu vollständig der Vorlage von David Walliams und Matt Lucas in Come Fly With Me.

## Handlung
Die niederländische Comedy-Serie Zie Ze Vliegen parodiert das Geschehen an einem fiktionalen, stark frequentierten Flughafen in den Benelux-Ländern. Im Fokus stehen drei konkurrierende Fluggesellschaften: die Billigairline GoedkoopAir mit ihrem skrupellosen Chef Omar Baba und den sarkastischen Check-in-Mitarbeiterinnen Melanie und Kelly; die ebenfalls preisbewusste Konkurrenzlinie FlyLimburg, bei der der ehrgeizige Steward Eugene verzweifelt nach Anerkennung sucht; und die etablierte Fluggesellschaft KNL mit dem übertrieben freundlichen Passagierbetreuer Moses Leidsman, der snobistischen Business-Class-Stewardess Petra Kant sowie dem fliegenden Ehepaar Jacqueline und Hendrik de Bruin.
In dokumentarischer Manier begleitet die Serie zahlreiche skurrile Figuren, darunter übereifrige Zollbeamte, exzentrische Flughafenmitarbeiter und Paparazzi. Jede Folge verwebt humorvoll überspitzte Situationen zu einem satirischen Porträt des chaotischen Flughafenbetriebs. Im Mittelpunkt stehen dabei alltägliche Probleme wie absurde Passagierbeschwerden, kleinliche Vorschriften und die Träume und Enttäuschungen der Flughafenmitarbeiter, die sich oft selbst überschätzen oder an absurden Hindernissen scheitern.

## Charaktere
- Omar Baba (Boszhard) – Der doppelkinige, auffällig alberne Besitzer der Billigfluggesellschaft GoedkoopAir. Baba ist eine Parodie auf den umstrittenen griechisch-zypriotischen „Billigflug“-Unternehmer Stelios Haji-Ioannou, den Gründer der britischen Billigfluggesellschaft Easyjet.
- Priscilla Matras (Boszhard) – Eine aus Surinam stammende Frau, die vorgibt, streng gläubige Christin zu sein, und Leiterin des Flughafencafés „Koffiehut“ ist. Sie erfindet ständig neue Ausreden, warum ihr Kaffeestand fast immer geschlossen ist.
- Moses Leidsman (Boszhard) – Der überschwänglich freundliche und effeminierte Leiter für Passagierbetreuung bei KNL. Er bietet den Passagieren stets Hilfe an, doch die Ergebnisse entsprechen nie ganz seinen Erwartungen.
- Ingrid Voet (Moors) – Die arrogante und rassistische Chefin der Einwanderungsbehörde, die oft absurde Gründe findet, ausländischen Personen die Einreise zu verweigern.
- Tommy Kroes (Boszhard) – Ein junger, einfältiger Mann, der bei Happy Burger, einem Fastfood-Restaurant am Flughafen, arbeitet. Er hofft, irgendwann Pilot zu werden, und ist sich dabei fröhlich unbewusst, dass beide Jobs absolut nichts miteinander zu tun haben.
- Samir (Gordon) – Ein junger Mann, der zur mobilen Bodencrew von GoedkoopAir gehört. Er trägt einen kahlrasierten Kopf und einen Kinnbart.
- Melanie (Boszhard) und Kelly (Moors) – Zwei schnippische Mitarbeiterinnen am Check-in-Schalter von GoedkoopAir am Flughafen Rotterdam Den Haag.
- Tonnie (Moors) und Jaap (Boszhard) – Zwei zerzauste Paparazzi, die durch die Flure des Flughafens streifen und ständig bei ihren Fotoaufnahmen Chaos verursachen.
- Eugene de Vlaoi (Gordon) – Ein schwuler Flugbegleiter der Fluggesellschaft FlyLimburg, der eine destruktive Kampagne startet, um Mitarbeiter des Jahres zu werden. Er hat eine riesige Familie, die ebenfalls als Kabinenpersonal für die Airline arbeitet.
- Ben de Roo (Boszhard) und Ria Munster (Moors) – Zwei niederländische Zollbeamte am Flughafen, deren Methoden zur Klassifizierung illegaler Substanzen extrem sind, einschließlich des Probierens von Drogen.
- Jacqueline de Bruin (Moors) und Hendrik de Bruin (Boszhard) – Ein Ehepaar, das gemeinsam als Pilotenteam für KNL fliegt. Jacqueline erinnert ihren Mann Hendrik ständig daran, dass er sie mit der Stewardess Sandra Scheur betrogen hat, weshalb sie nun gemeinsam fliegen.
- Peter de Vries (Boszhard) und Irma de Vries (Janzen) – Urlauber, die mehrere schreckliche und surreale Reisen erlebt haben, nachdem sie Pauschalangebote von GoedkoopAir gekauft hatten. Irmas Ehemann Peter steht unter ihrem dominanten Einfluss und muss sich ihr unterordnen.
- Petra Kant (Boszhard) – Eine ausgesprochen elitäre Stewardess für Langstreckenflüge der Business-Klasse von KNL.
- Sjon (Boszhard) und Cygnet (Moors) – Ein Vater-Tochter-Duo von Gepäckabfertigern, die aus dem Gepäck der Passagiere stehlen und allgemein wenig sorgfältig damit umgehen.[4]